# Liste der Bischöfe von Verden

Wappen des Bistums Verden

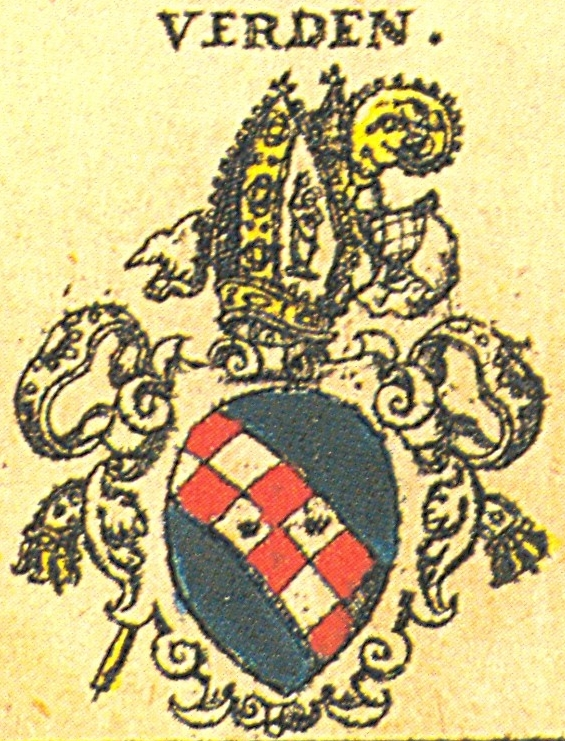
Irrtümliches Wappen des Bistums Verden nach Siebmachers Wappenbuch von 1605 - Gemäß den historischen Vorlagen lautet die richtige Blasonierung: „In Silber ein schwarzes fußgespitzes Tatzenhochkreuz.“. Die älteste Abbildung des Kreuzes ist auf einem Siegel aus dem Jahr 1338 zu finden.

Das Bistum Verden war ein römisch-katholisches, danach von spätestens 1566 bis zu seiner Auflösung 1648 evangelisch-lutherisches Bistum im heutigen Niedersachsen.
Die folgenden Personen waren Bischöfe des Bistums Verden:

## Fürstbischöfe

### Katholische Fürstbischöfe
| Nr. | Bischof                                      | von       | bis  | Anmerkung | Darstellung | Wappen |
| --- | -------------------------------------------- | --------- | ---- | --- | ----------- | ------ |
| 01  | Suitbert                                     | 775       | 785  | |             |        |
| 02  | Patto                                        | 785       | 788  | auch Pacificus, 785 zum Bischof bestellt, bis 30. März 788 |             |        |
| 03  | Tanko                                        | 788       | 808  | auch Tagko, 788 zum Bischof bestellt, bis 16. Dezember 808 |             |        |
| 04  | Haruth                                       | 809       | 830  | (Haruch) Haruth 809 zum Bischof bestellt, bis 15. Juni 830 (erster gesicherter Bischof) |             |        |
| 05  | Haligad                                      | 830       | 841  | auch Helingath, 830 zum Bischof bestellt, bis 21. Januar 841 |             |        |
| 06  | Walter                                       | 841       | 865  | auch Waldgar, 841 zum Bischof bestellt, bis 7. September 865 |             |        |
| 07  | Herluf                                       | 865       | 874  | 865 zum Bischof bestellt, 868 genannt, bis 10. Mai 874 |             |        |
| 08  | Wigbert                                      | 874       | 908  | Graf in Sachsen, 874 zum Bischof bestellt, bis 8. September 908 |             |        |
| 09  | Bernhard I.                                  | 908       | 913  | auch Bernar, 908 zum Bischof bestellt, bis 20. Oktober 913 |             |        |
| 010 | Adalward                                     | 913       | 933  | auch Adelward, 913 zum Bischof bestellt, 916 genannt, bis 27. Oktober 933 |             |        |
| 011 | Amelung                                      | 933       | 962  | Herzog von Sachsen, aus dem Geschlecht der Billunger 933 zum Bischof bestellt, bis 5. Mai 962 |             |        |
| 012 | Bruno I.                                     | 962       | 976  | auch Brun aus dem Geschlecht der Billunger 962 zum Bischof bestellt, † 7. März 976 |             |        |
| 013 | Erp                                          | 976       | 994  | auch Herpo, 976 zum Bischof bestellt, † 19. Februar 994 |             |        |
| 014 | Bernhard II.                                 | 994       | 1013 | auch Barnar, 994 zum Bischof bestellt, † nach dem 25. Juli 1013 |             |        |
| 015 | Wigger                                       | 1013      | 1031 | auch Wicher, 1013 zum Bischof bestellt, † 16. August 1031 |             |        |
| 016 | Dietmar I.                                   | 1031      | 1034 | 1031 zum Bischof bestellt, † nach 26. Juni 1034 |             |        |
| 017 | Bruno II. von Walbeck                        | 1034      | 1049 | Graf von Walbeck, 1034 zum Bischof bestellt, † nach dem 20. August 1049 |             |        |
| 018 | Siegbert                                     | 1049      | 1060 | auch Sizzo, Sicco, 1049 zum Bischof bestellt, † nach dem 9. Oktober 1060 |             |        |
| 019 | Richbert                                     | 1060      | 1084 | 1060 zum Bischof bestellt, † nach dem 29. November 1084 |             |        |
| 020 | Hartwig                                      | 1085      | 1097 | 1085 zum Bischof bestellt, † nach dem 14. Oktober 1097 |             |        |
| 021 | Mazo                                         | 1097      | 1116 | 1097 zum Bischof bestellt, bis 25. Oktober 1116 |             |        |
| 022 | Dietmar II.                                  | 1116      | 1148 | 1116 zum Bischof bestellt, bis 23. September 1148 |             |        |
| 023 | Hermann                                      | 1149      | 1167 | * um 1110, 1149 zum Bischof bestellt, † 11. August 1167 in der Nähe von Rom |             |        |
| 024 | Hugo                                         | 1167      | 1180 | 1167 zum Bischof bestellt, bis 1. März 1180 |             |        |
| 025 | Tammo                                        | 1180      | 1188 | 1180 zum Bischof bestellt, bis 7. Dezember 1188 |             |        |
| 026 | Rudolf I.                                    | 1189      | 1205 | 1189 zum Bischof bestellt, † 29. Mai 1205 |             |        |
| 027 | Iso von Wölpe                                | 1205      | 1231 | Graf von Wölpe, 1205 zum Bischof gewählt, † 5. August 1231 |             |        |
| 028 | Luder von Borch                              | 1231      | 1251 | auch Lüder von Borg, 1231 zum Bischof gewählt, † 28. Juni 1251 |             |        |
| 029 | Gerhard I. (Gerhard von Hoya)                | 1251      | 1269 | auch Graf von der Hoye, 1251 zum Bischof bestellt, † 4. Mai 1269 |             |        |
| 030 | Konrad I. (Konrad von Braunschweig-Lüneburg) | 1269      | 1300 | 1269 zum Bischof postuliert, er wurde jedoch erst 1282 gewählt und 1285 im Amt bestätigt, † 15. September 1300 |             |        |
| 031 | Friedrich I.                                 | 1300      | 1312 | auch von Honstedt gen. Man, 1300 zum Bischof bestellt, † 9. Januar 1312 |             |        |
| 032 | Nikolaus von Kesselhut                       | 1312      | 1331 | auch Nicolaus von Kettelhodt, am 9. Januar 1312 zum Bischof gewählt, † 11. Februar 1331 |             |        |
| 033 | Johannes I. Hake                             | 1331      | 1340 | 1331 zum Bischof bestellt, 1341 bis 1348 Bischof von Freising, † 1349 in Avignon an der Pest |             |        |
| 034 | Daniel von Wichtrich                         | 1342      | 1364 | 1342 zum Bischof bestellt, bis 7. März 1364 († in der Abtei Altenberg) |             |        |
| 035 | Gerhard II. (Gerhard vom Berge)              | 1364      | 1365 | aus dem Hause der Herren vom Berge, 1364 zum Bischof bestellt, 1365 bis 1398 Bischof von Hildesheim, † 15. November 1398 |             |        |
| 036 | Rudolf II. Rühle                             | 1365      | 1367 | aus Friedberg (Hessen) stammend,* um 1320, 1365 zum Bischof bestellt, † 3. Juli 1367 |             |        |
| 037 | Heinrich I. von Langeln                      | 1367      | 1381 | 1367 zum Bischof bestellt, † nach dem 23. Januar 1381 |             |        |
| 038 | Johann II. (Johann von Zesterfleth)          | 1381      | 1388 | Griese von Zesterfleth, 1381 zum Bischof bestellt, † 11. Dezember 1388 |             |        |
| 039 | Otto                                         | 1388      | 1395 | aus dem Haus Braunschweig-Lüneburg, * um 1364, 1388 zum Bischof bestellt, 1394 geweiht, von 1395 bis 1406 als Otto II. Erzbischof von Bremen, † 30. Juni 1406; nicht zu verwechseln mit Otto II. von Braunschweig-Lüneburg |             |        |
| 040 | Dietrich von Nieheim                         | 1395      | 1398 | auch Dietrich von Niem, Nyem, * um 1345, 1395 von Papst Bonifaz IX. zum Bischof ernannt, resigniert 1398, † 22. März 1418 |             |        |
| 041 | Konrad II. (Konrad von Vechta)               | 1398      | 1399 | * um 1370, 1398 zum Bischof bestellt, resigniert 1399, Elekt bis 1407, 1408 bis 1413 Bischof von Olmütz, 1413 bis 1421 Erzbischof von Prag, † 24. Dezember 1431 |             |        |
| 042 | Konrad III. (Konrad von Soltau)              | 1399      | 1407 | * um 1370 in Lüneburg, am 8. August 1499 von Papst Bonifaz IX. zum Bischof ernannt, † 2. Januar 1407 |             |        |
| 0   |                                              | 1378      | 1417 | Durch das Abendländische Schisma kam es zeitweise zu einer Doppelbesetzung des Bischofssitzes |             |        |
| 043 | Ulrich von Albeck                            | 1407/1409 | 1417 | auch Albach, am 25. September 1407 durch Papst Gregor XII.eingesetzt, 1417 bis 1431 Bischof von Seckau, † 12. Dezember 1431 in Padua |             |        |
| 044 | Heinrich II.                                 | 1407      | 1426 | Grafenhaus von der Hoye, im Februar 1407 durch Benedikt XIII. eingesetzt, blieb nach dem Schisma Bischof und resignierte am 14. August 1426, † 1441 |             |        |
| 045 | Johannes III. von Asel                       | 1426      | 1470 | * um 1380, im August 1426 zum Bischof bestellt, resignierte 1470, † 21. Juni 1472 in Rotenburg |             |        |
| 046 | Berthold von Landsberg                       | 1470      | 1502 | 1470 zum Bischof gewählt und von Papst Paul II. bestätigt, 1481 bis 1502 auch Bischof von Hildesheim, † 4. Mai 1502 auf Schloss Rotenburg bei Verden |             |        |
| 047 | Christoph von Braunschweig-Lüneburg          | 1502      | 1558 | aus dem Haus Braunschweig-Lüneburg, * 1487, 1502 zum Bischof bestellt, von 1511 bis 1558 auch Erzbischof von Bremen, † 22. Januar 1558 in Tangermünde |             |        |
| 048 | Georg von Braunschweig-Wolfenbüttel          | 1558      | 1566 | aus dem Haus Braunschweig-Lüneburg, * 22. November 1494, 1554 zum Bischof von Minden, 4. April 1558 Erzbischof von Bremen, 14. April 1558 Bischof von Verden, † 4. Dezember 1566, hatte einen protestantischen Kanzler und wahrsch. auch einen protestantischen Hofprediger, empfing die Sterbesakramente nach katholischem und nach protestantischem Ritus. |             |        |
| 0   | Franz Wilhelm von Wartenberg                 | 1630      | 1631 | * 1. März 1593 in München aus einer Nebenlinie der Wittelsbacher, von Papst Urban VIII.am 26. Januar 1630 als Bischof der bis dahin seit Jahrzehnten protestantischen Bistümer Verden und Minden bestellt, flüchtete vor den Schweden nach Köln † 1. Dezember 1661 als Kardinal, Fürstbischof von Osnabrück seit 1625 und Bischof von Regensburg seit 1649.  |             |        |

### Protestantische Fürstbischöfe
| Nr. | Bischof                                         | von  | bis  | Anmerkung | Darstellung | Wappen |
| --- | ----------------------------------------------- | ---- | ---- | --- | ----------- | ------ |
| 049 | Eberhard von Holle                              | 1566 | 1586 | 1. Protestantischer Bischof nach der Reformation, 1566 eingesetzt, seit 1561 Bischof von Lübeck, † 5. Juli 1586 in Lübeck                                    |             |        |
| 050 | Philipp Sigismund von Braunschweig-Wolfenbüttel | 1586 | 1623 | Herzog von Braunschweig-Lüneburg, * 1. Juli 1568, 1586 eingesetzt, 1591 Fürstbischof von Osnabrück, † 19. März 1623 in Iburg                                 |             |        |
| 051 | Friedrich II. Prinz von Dänemark                | 1623 | 1629 | am 5. Juni 1623 eingesetzt, bis 22. Mai 1629; zweite Amtszeit als Friedrich III. ab 1634                                                                     |             |        |
| 053 | Johann Friedrich von Schleswig-Holstein-Gottorf | 1631 | 1634 | * 1. September 1579 in Schloss Gottorf, im November 1631 eingesetzt, auch Bischof von Bremen seit 1596 und Bischof von Lübeck seit 1607, † 3. September 1634 |             |        |
| 054 | Friedrich III. von Dänemark                     | 1634 | 1648 | Bereits Fürstbischof von 1623 bis 1629, erneut vom 24. Februar 1634 bis 1648, 1648 König von Dänemark und Norwegen, † 9. Februar 1670 in Kopenhagen          |             |        |

## Schrifttum